# Silber-Ölweide

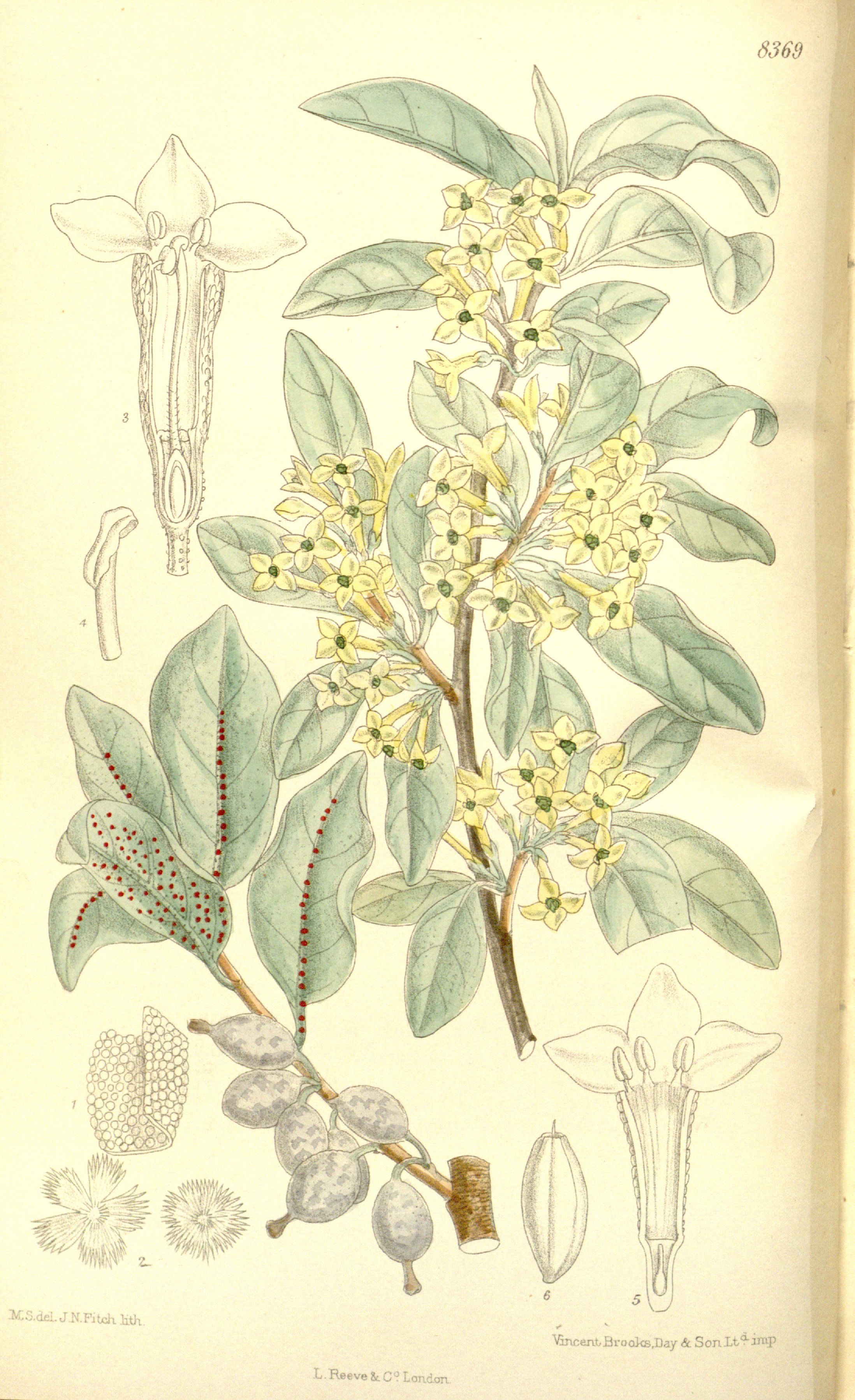
Illustration

Die Silber-Ölweide (Elaeagnus commutata) ist eine Pflanzenart in der Familie der Ölweidengewächse (Elaeagnaceae). Diese aus Nordamerika stammende Art wird in Mitteleuropa als Zierstrauch genutzt und ist hier mancherorts verwildert.

## Beschreibung

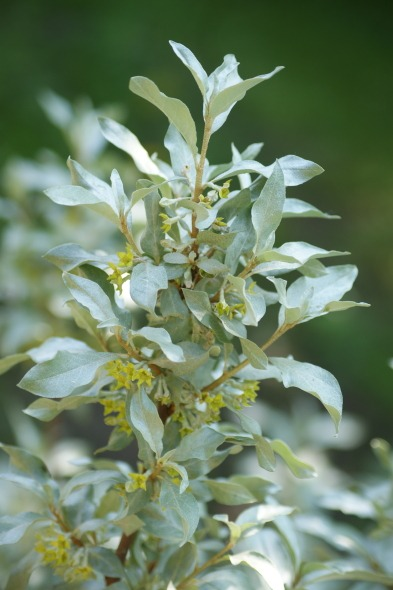
Silber-Ölweide im Botanischen Garten Darmstadt

Die Silber-Ölweide ist ein laubabwerfender Strauch, der Wuchshöhen von 1 bis 5 Metern erreicht. Sie bildet starke Rhizome. Die Rinde der Äste ist silbrig bis rotbraun geschuppt, die der älteren Zweige ist dunkel gräulich-rot, die der jungen Zweige ist braun oder grün. Die wechselständigen Laubblätter sind kurz gestielt. Die stumpfe bis spitze Blattspreite ist bei einer Länge von 2 bis 7 Zentimetern sowie einer Breite von bis zu 4,5 Zentimetern eiförmig bis verkehrt-eiförmig und beidseitig silbrig schuppig mit ganzem, gewelltem Blattrand.
Die Blütezeit reicht von März bis Mai. An einem achselständigen Blütenstand sitzen ein bis drei kurz gestielte Blüten, die abwärts gebogen sind. Die aromatisch duftenden, zwittrigen Blüten sind vierzählig mit einfacher Blütenhülle. Die vier Kelchblätter sind schmal trichterförmig verwachsen. Die Kelchröhre ist innen gelb und außen silbrig schuppig und endet mit vier kurzen, dreieckigen Zipfeln. Es sind vier kurze Staubblätter am Schlund vorhanden. Der Fruchtknoten ist mittelständig im kurzen, schmalen und schuppigen Blütenbecher, der Griffel ist an der Basis leicht behaart. Es ist ein trichterförmiger Diskus vorhanden.
Die einsamige Steinfrucht ist eiförmig bis ellipsoid, silbrig-mehlig schuppig und 9 bis 12 Millimeter lang. Die bräunlichen und ellipsoiden Steinkerne sind rippig.
Die Chromosomenzahl beträgt 2n = 28.

## Verbreitung
Die Heimat der Silber-Ölweide erstreckt sich über weite Teile Nordamerikas. Die Vorkommen erstrecken sich vom südlichen Alaska sowie dem Yukon Territory und British Columbia in Kanada östlich bis nach Ontario und Quebec; nach Süden reicht das Verbreitungsgebiet in die US-Bundesstaaten Idaho, Montana, Wyoming, Utah, Minnesota, North Dakota und South Dakota.

## Systematik
Die auf den deutschen Botaniker Johann Jakob Bernhardi (1774–1850) zurückgehende Benennung von 1843 in der Allgemeinen Thüringischen Gartenzeitung, Zweiter Jahrg., No. 23, S. 95, ist dann 1917 vom amerikanischen Botaniker Per Axel Rydberg erstveröffentlicht worden. Synonyme sind Elaeagnus argentea Pursh, Elaeagnus argentea Nutt., Elaeagnus veteris-castelli Lepage oder Elaeagnus glabra K.Koch.

## Verwendung
Die Sorte ‘Zempin’ mit teilweise unterschiedlich geflecktem Laub wird als Ziergehölz verwendet.
Schwarzfuß-Indianer verwendeten die Silber-Ölweide als Nahrungs- und Heilmittel. Die Früchte wurden frisch verzehrt oder gekocht in Suppen gegessen. Aus der Rinde wurden feste/kräftige Seile und aus den Früchten Seife hergestellt. Ein Absud aus der Rinde, gemischt mit Fett, wird bei Erfrierungen verwendet.
Die Früchte und Samen werden roh oder gegart gegessen und sind trocken und mehlig. Die Frucht muss vollreif sein, damit sie roh schmeckt, zuvor ist sie adstringierend. Medizinische Wirkungen wurden untersucht.